# 九龙乡 (乐山市)
九龙乡，是中华人民共和国四川省乐山市市中区曾经下辖的一个乡。2019年12月，撤销九龙乡，将其所属行政区域划归茅桥镇管辖。

## 行政区划
九龙乡撤销前下辖以下地区：
九龙村、新建村、陈家村、双狮村和沙墩村。